# Веркер, Альфред Луис
Альфред Луис Веркер (англ. Alfred Louis Werker, 2 декабря 1896 года — 28 июля 1975 года) — американский кинорежиссёр, который работал в период с 1917 по 1957 год.
По мнению критиков, Веркера как режиссёра можно охарактеризовать как «компетентного ремесленника или талантливого наёмника». «Большая часть работ Веркера была совершенно очевидно не выдающейся, однако он безупречно поставил два фильма: „Приключения Шерлока Холмса“ (1939) (несомненно, один из лучших фильмов о знаменитом детективе) и культовый полицейский триллер „Он бродил по ночам“ (1948)». К числу наиболее популярных работ Веркера относятся также драма «Дом Ротшильдов» (1934), комедия «Авось прорвёмся!» (1942) и фильм нуар «Шок» (1946).
В 1949 году картина Веркера «Он бродил по ночам» завоевала специальный приз Международного кинофестиваля в Локарно в категории Лучший полицейский фильм. Его фильм «Потерянные границы» (1949) был номинирован на Гран-при Каннского кинофестиваля и на премию Гильдии режиссёров Америки за выдающееся режиссёрское достижение в кино.

## Биография
Веркер родился 2 декабря 1896 года в Дедвуде, штат Южная Дакота, США.
Веркер пришёл в кино в 1917 году. Проработав несколько лет на различных второстепенных должностях на кинопроизводстве, в 1925 году Веркер поставил на студии «Парамаунт» три своих первых фильма, вестерна с участием актера Фреда Томсона.
В 1928 году постановкой экшн-мелодрамы «Погоня по Европе» (1928) (совместно с Дэвидом Батлером) Веркер начал долгосрочное сотрудничество со студией «Фокс». Веркер проработал на студии до 1933 года, его наиболее значимыми фильмами в этот период стали романическая мелодрама «Голубые небеса» (1929), приключенческая экшн-мелодрама «Последний из Дуэйнов» (1930) с Джорджем О’Брайеном и Мирной Лой, а также комедия «Дела холостяка» (1932) с Адольфом Менжу.
Когда в 1932 году Эриха фон Штрогейма отстранили от работы над мелодрамой «Прогулка по Бродвею», Веркеру было поручено закончить фильм, который в итоге вышел под названием «Привет, сестричка!». «Эпизоды, снятые Веркером и Штрохеймом различались как день и ночь, что породило разговоры о том, что Веркер был по сути второсортным режиссёром».
В 1934-35 годах Веркер вернулся на «Парамаунт», где поставил «отличную» историческую биографическую драму «Дом Ротшильдов» (1934) о становлении и подъёме финансовой империи Ротшильдов с участием Джорджа Арлисса, Бориса Карлоффа, Лоретты Янг и Роберта Янга. Музыкально-криминальная мелодрама «Украденная гармония» (1935) рассказывала об освободившемся из тюрьмы талантливом саксофонисте (Джордж Рафт), который начинает выступать в составе популярного биг-бенда, однако связи с преступным миром оказывается не так просто разорвать.
В 1938 году Веркер вновь оказался на «Фокс», где поставил, в частности, тюремную комедию «Вверх по реке» (1938), приключенческую историю «Похищенный» (1938) по Р. Л. Стивенсону и криминальную драму «Городская девушка» (1938). В 1939 году Веркер стал режиссёром комедийной приключенческой истории погони за журналистской сенсацией «Новости делаются по ночам» (1939) с участием Престона Фостера и комедийного детектива «Это могло случиться с тобой» (1939) с участием Глории Стюарт в роли жены, пытающейся спасти мужа от несправедливого ареста по обвинению в убийстве молодой девушки.
«Отличный», по оценке Allmovie, фильм Веркера «Приключения Шерлока Холмса» (1939), в котором знаменитый сыщик ведёт охоту на профессора Мориарти, готовящего план преступления века, «считается многими лучшей из четырнадцати картин о Холмсе с участием актёрской пары Рэтбоун-Брюс».
В начале 1940-х годов Веркер был режиссёром нескольких комедий, среди них диснеевская полуанимационная семейная история «Несговорчивый дракон» (1941), в которой он поставил игровые сцены, «Авось прорвёмся!» (1942) с популярным комическим дуэтом Лорел и Харди и иронический триллер «Шепчущие призраки» (1943) с Милтоном Берлом в роли радиоведущего и детектива-любителя. «Но ни одна из этих картин не была особенно выдающейся».
В 1946 году Веркер поставил свой первый фильм нуар «Шок» (1946), в котором мужчина (Винсент Прайс) помещает обезумевшую героиню (Линн Бари) в психиатрическую лечебницу после того, как она стала свидетельницей того, как он совершил убийство.
В конце 1940-х годов Веркер работал на молодой независимой студии «Игл Лайон», создав там некоторые из своих лучших работ, включая увлекательную нуаровую фэнтези-мелодраму «Повторное исполнение» (1947), героиня которой, бродвейская звезда (Джоан Лесли), накануне Нового года убивает своего мужа (Луис Хейуорд), после чего магическим образом получает шанс прожить заново последний год, избежав сделанных ошибок.
«Самым большим достижением Веркера на „Игл Лайон“ стал фильм нуар „Он бродил по ночам“ (1948), хотя значительная часть картины была поставлена неуказанным в титрах режиссёром Энтони Манном». Фильм снят в новаторском полудокументальном стиле по мотивам газетных историй о серии реальных преступлений бывшего сотрудника полиции и ветерана Второй мировой войны, которые он совершил в районе Лос-Анджелеса в 1945-46 годах.
Основанная на реальных событиях драма «Потерянные границы» (1950) рассказывает историю бледнокожего врача афро-американского происхождения (Мел Феррер) и его жены, которые в 1922 году не могут найти себе места ни в белой, ни в чёрной среде. На Каннском кинофестивале 1949 года фильм завоевал премию за лучший сценарий и был номинирован на Гран-при.
В 1951 году на студии РКО Веркер поставил морской экшн-триллер времён Второй мировой войны «Запломбированный груз» (1951) с участием Дэны Эндрюса и Клода Рейнса, «который стал одной из самых прибыльных картин студии в её лучший период».
Затем Веркер перешёл на студию «Коламбиа», где поставил шпионский ядерный триллер «К востоку на Бикон» (1952), вестерны «Последний отряд» (1953) с Бродериком Кроуфордом и «Три часа на убийство» (1954) с Дэной Эндрюсом и Донной Рид.
После постановки на независимых студиях вестернов «Под дулом пистолета» (1955) с Фредом Макмюрреем и «Бунтарь в городе» (1956) с Джоном Пейном и Рут Роман в 1957 году Веркер вернулся на «Коламбиа», где поставил социальную молодёжную драму «Молодые не плачут» (1957) с Солом Минео, ставшим знаменитым после революционной картины «Бунтарь без причины» (1955).

## Личная жизнь и смерть
В 1957 году Веркер вышел на пенсию.
Веркер умер 28 июля 1975 года в Ориндж каунти, Калифорния, США.

## Фильмография
- 1928 — Кит Карсон / Kit Carson
- 1928 — Легион на закате / The Sunset Legion
- 1929 — Погоня по Европе / Chasing Through Europe
- 1929 — Голубые небеса / Blue Skies
- 1930 — Последний из Дуэйнов / The Last of the Duanes
- 1930 — Двойные перекрёстки / Double Cross Roads
- 1931 — Сердечный приступ / Heartbreak
- 1931 — Романы Аннабеллы / Annabelle’s Affairs
- 1931 — Честное предупреждение / Fair Warning
- 1932 — Разгульный Ракс / Rackety Rax
- 1932 — Дела холостяка / Bachelor’s Affairs
- 1932 — Весёлый кабальеро / The Gay Caballero
- 1933 — Совет безнадёжно влюблённому / Advice to the Lovelorn
- 1933 — Великолепно быть живым / It’s Great to Be Alive
- 1933 — Привет, сестричка! / Hello, Sister!
- 1934 — Ты принадлежишь мне / You Belong to Me
- 1934 — Дом Ротшильдов / The House of Rothschild
- 1935 — Украденная гармония / Stolen Harmony
- 1936 — Любовь в ссылке / Love in Exile
- 1937 — Девушка из большого города / Big Town Girl
- 1937 — Грубиян / Wild and Woolly
- 1937 — У нас есть свои моменты / We Have Our Moments
- 1938 — Вверх по реке / Up the River
- 1938 — Побег / Gateway
- 1938 — Похищенный / Kidnapped
- 1938 — Городская девушка / City Girl
- 1939 — Приключения Шерлока Холмса / The Adventures of Sherlock Holmes
- 1939 — Новости делаются по ночам / News Is Made at Night
- 1939 — Это могло случиться с вами / It Could Happen to You
- 1941 — Луна за её плечом / Moon Over Her Shoulder
- 1941 — Несговорчивый дракон / The Reluctant Dragon
- 1942 — Авось прорвёмся! / A-Haunting We Will Go
- 1942 — Шепчущие призраки / Whispering Ghosts
- 1942 — Безумные Мартиндейлы / The Mad Martindales
- 1944 — Мой друг волк / My Pal Wolf
- 1946 — Шок / Shock
- 1947 — Пираты Монтерея / Pirates of Monterey
- 1947 — Повторное исполнение / Repeat Performance
- 1948 — Он бродил по ночам / He Walked by Night
- 1949 — Потерянные границы / Lost Boundaries
- 1951 — Запломбированный груз / Sealed Cargo
- 1952 — К востоку на Бикон / Walk East on Beacon!
- 1953 — Каньон дьявола / Devil’s Canyon
- 1953 — Последний отряд / The Last Posse
- 1954 — Три часа на убийство / Three Hours to Kill
- 1955 — Под дулом пистолета / At Gunpoint
- 1956 — Бунтарь в городе / Rebel in Town
- 1956 — Перепутья Каньона / Canyon Crossroads
- 1957 — Молодые не плачут / The Young Don’t Cry